# Givenchy
Givenchy (вимовляється як Живанші) — французький модний будинок, який створив в 1952 році Юбер де Живанші. Спеціалізується на випуску одягу, взуття, аксесуарів і парфумерії.

## Історія
Модний дім прославився в 1953 році після зустрічі Юбера Живанші і відомої американської кіноактриси Одрі Хепберн. Разом вони створили стиль — суміш витонченої аристократичності з простодушною радістю і природною красою.
В 1988 у Givenchy стає частиною французької групи LVMH — Louis Vuitton Moet Hennessy, поряд з такими відомими марками, як Christian Dior, Louis Vuitton, Christian Lacroix і Celine.
Після відходу Юбера де Живанші в 1995 році, на чолі будинку стає Джон Гальяно (John Galliano) — відомий модельєр, випускник Лондонської школи мистецтв, що тричі вибирався дизайнером року. З жовтня 1996 до початок 2001 року модний будинок очолював Александр Макквін.
У березні 2001 року двадцятивосьмилітній Жюльєн Макдоналд стає художнім директором лінії жіночого одягу.
У 2005 році креативним директором лінії жіночого одягу та haute couture був призначений Рікардо Тиші. У травні 2008 року він став креативним директором також чоловічої лінії і лінійки аксесуарів. Рікардо Тиші — італієць.
За більш ніж 50 років під брендом Givenchy вийшло 104 ароматів, багато з яких стали дуже популярними в середовищі любителів парфумерії. З 1986 року бренд Givenchy входить до складу найбільшої в світі компанії, що займається виробництвом предметів розкоші — LVMH.

## Жіноча парфумерія Givenchy

Коротка сукня та капелюх Живанші вдягнуті Одрі Хепберн фільмі 1961 року Сніданок у Тіффані

Величезний асортимент ароматів Givenchy для жінок здатний передати будь-які відтінки жіночих почуттів та емоцій. Флагманами колекції парфумів Живанші послідовно ставали:
- Amarige
- Ysatis
- Organza
- Very Irresistible
- Ange ou Demon
- Eau Demoiselle de Givenchy
- Play for her / Play for her intense
- Dahlia Noir

## Чоловіча парфумерія Givenchy
Чоловіча парфумерія Givenchy розпочалася з аромату Monsieur de Givenchy, що вийшов у світ в 1959 році і визначив подальший напрям розвитку туалетної води Givenchy для чоловіків — елегантні аромати для справжніх джентльменів. Найбільшої уваги заслуговують наступні аромати для чоловіків:
- Play / Play Intense
- Gentleman
- Xeryus
- Pi
- Blue Label
- Very Irresistible Pour Homme